# Cudonia
Cudonia Fr. (hełmik) – rodzaj grzybów z rodziny hełmikowatych (Cudoniaceae). W Polsce występują 2 gatunki: Cudonia circinans i C. confusa.

## Systematyka i nazewnictwo
Pozycja w klasyfikacji według Index Fungorum: Cudoniaceae, Rhytismatales, Leotiomycetidae, Leotiomycetes, Pezizomycotina, Ascomycota, Fungi.
Synonim nazwy naukowej: Leotiella Plöttn.

## Niektóre gatunki
- Cudonia circinans (Pers.) Fr. 1849 – hełmik okrągławy
- Cudonia clandestida Rahm 1966
- Cudonia confusa Bres. 1892
- Cudonia grisea Mains 1940
- Cudonia helvelloides S. Ito & S. Imai 1934
- Cudonia japonica Yasuda 1915
- Cudonia lutea (Peck) Sacc. 1885
- Cudonia marcida (O.F. Müll.) Quél. 1878
- Cudonia osterwaldii Henn. 1904
- Cudonia queletii Fr. 1873
- Cudonia sichuanensis Zheng Wang 2002
- Cudonia stagnalis Quél. 1883

Nazwy naukowe na podstawie Index Fungorum. Nazwa polska według M.A. Chmiel.